# Janneh Commission
Die Janneh Commission (offiziell: Commission of Inquiry Into the Financial Activities of Public Bodies, Enterprises and Offices as Regards Their Dealings with Former President Yahya A. J. J. Jammeh and Connected Matters) war ein Untersuchungsausschuss zur Ermittlung der finanziellen Aktivitäten des ehemaligen gambischen Präsidenten Yahya Jammeh, der von 1994 bis Januar 2017 in Gambia regiert hatte. Der Ausschuss bestand von Juli 2017 bis 2019 und wurde von Sourahata B. Semega-Janneh geleitet. Auf den Abschlussbericht des Ausschusses folgten Sanktionen der Regierung gegen rund drei Dutzend Personen.

## Einrichtung
Die Vereidigung der Mitglieder des Untersuchungsausschusses fand am 13. Juli 2017 durch Präsident Adama Barrow statt. Der Aufgabenbereich erstreckte sich auf alle finanziellen Aktivitäten staatlicher Behörden und Unternehmen unter Yahya Jammeh. Das Mandat erstreckte sich zunächst über drei Monate.

### Mitglieder
| Position                     | Name                            | Anmerkungen |
| ---------------------------- | ------------------------------- | --- |
| Vorsitzender (Chairman)      | Sourahata B. Semega-Janneh      | Jurist |
| Mitglieder (Members)         | Bai Mass Saine                  | Manager der Standard Chartered Bank, Sohn des ehemaligen Leiters des Nachrichtendienstes NIA, Lamin Saine                                                                         |
| Mitglieder (Members)         | Abeosy George (Aboisseh George) | |
| Hauptanwältin (Lead Counsel) | Amie Bensouda                   | Juristin und Politikerin |
| SekretärIn (Secretary)       | Mamadi Kurang (bis Juli 2018)   | Kurang warf Bensouda Fehlverhalten bei ihrer Amtsausübung vor. Da die Vorwürfe laut Justizminister Abubacarr Tambadou unbegründet gewesen seien, wurde er in der Folge entlassen. |
| SekretärIn (Secretary)       | Ramatoulie Sarr (ab Juli 2018)  | zuvor stellvertretende Staatssekretärin im Justizministerium |

## Untersuchungsergebnisse und Reaktionen
Am 29. März 2019 übergab der Untersuchungsausschuss die Ergebnisse an den Präsidenten Adama Barrow. Die Untersuchungsergebnisse wurden erst einige Monate später, am 13. September 2019, der Öffentlichkeit vorgestellt.
Darin wurden insgesamt 38 enge Verbündete (close associates) benannt und deren Aktivitäten erläutert. In der Folge wurden die betroffenen Personen von der Regierung sanktioniert.
Die USA begrüßte die Veröffentlichung des Reports und boten Unterstützung bei der Verfolgung von Finanztransaktionen an.
| Name und Funktion                                                                                         | Maßnahme/Reaktion | Anmerkungen |
| --- | --- | --- |
| Yahya Jammeh, Präsident 1996 bis Januar 2017                                                              | Beschlagnahmung des Vermögens, lebenslanges Ämterverbot, Anklagen vor Gericht.                                                           | Aneignung von öffentlichen Geldern in Höhe von mindestens einer Milliarde Dalasi sowie von 260 Millionen US-Dollar und 281 Immobilien. |
| Zineb Jammeh, Ehefrau Yahya Jammehs und First Lady                                                        | | Diebstahl und Aneignung von öffentlichen Geldern in Höhe von 3,3 Millionen Dalasi und 2 Millionen US-Dollar. |
| Sulayman Badjie (auch Saul Badjie oder Karafa Bojang), General                                            | Beschlagnahmung des Vermögens, lebenslanges Ämterverbot, Anklagen vor Gericht.                                                           | Badjie soll möglicherweise Jammehs engster Vertrauter gewesen sein. Er begleitete Jammeh ins Exil. |
| Isatou Njie Saidy, Vizepräsidentin 1997 bis Januar 2017                                                   | Ämterverbot für fünf Jahre, Beschlagnahmung von zwei Grundstücken, Geldstrafe.                                                           | Saidy soll eine Summe von 11.700 Dalasi und 3.800 US-Dollar schuldig sein. |
| Amadou Samba, Unternehmer                                                                                 | Geldstrafen im Umfang von mehreren hunderttausend US-Dollar.                                                                             | Mitwirken an einer großen Zahl illegaler Geschäfte, Betrug beim Kauf der Zeitung The Daily Observer. |
| Tarek K. Musa, Unternehmer, (TK Motors)                                                                   | Einzug des Vermögens. | Veruntreuung öffentlicher Gelder bei der Beschaffung von Fahrzeugen. |
| Mohamed Bazzi (Muhammed Bazzi oder Bassi), libanesischer Unternehmer                                      | Einzug des Vermögens, Verhängung eines Einreiseverbots.                                                                                  | Bestechung Jammehs, um wirtschaftliche Vorteile für seine Unternehmungen zu erlangen; betrog den gambischen Staat so um mehrere Millionen US-Dollar, die er teilweise an Jammeh weiterleitete. Im März 2019 versuchten er und Mazegi erfolglos, gerichtlich gegen die Janneh Commission vorzugehen. |
| Fadi Mazegi, libanesisch-britischer Unternehmer und enger Geschäftspartner von Bazzi                      | Einzug des Vermögens, Verhängung eines Einreiseverbots.                                                                                  | [ 20 ] |
| Nicolae Buzăianu (Nicolai Buziainu) und Dracos Buziaianu, rumänische Unternehmer                          | Entschädigungsforderung in Höhe des Exportwerts, Einreiseverbote.                                                                        | Illegale Holzexporte im Wert von 45 Millionen US-Dollar. |
| Ilija Reymond und Martin Keller, Schweizer Manager                                                        | Entschädigungsforderung von 52,8 Millionen Dollar, Einreiseverbote.                                                                      | Bestechung Jammehs und Betrug für das schweizerische Telekommunikationsunternehmen MGI mit einem Schaden von 52,8 Millionen US-Dollar. Die gambische Regierung kündigte an, Zivilklage in der Schweiz einzureichen.                                                                                 |
| Ali Youssef Sharara, libanesischer Unternehmer, Geschäftspartner von Bazzi                                | Einzug des Vermögens, Verhängung eines Einreiseverbots.                                                                                  | [ 23 ] |
| Ansumana Jammeh, jüngerer Bruder des Präsidenten Yahya Jammeh, Botschafter und Unternehmer                | Forderung nach Vollstreckung eines Gerichtsurteils von 2016. Die verhängte Strafe von etwa 25 Millionen Dalasi sei nicht gezahlt worden. | Im Dezember 2019 ging Ansumana Jammeh gerichtlich gegen die Forderungen vor. |
| Woreh Njie Ceesay, Managerin und Unternehmerin                                                            | | Leitete Unternehmen im Auftrag Jammehs. |
| Alhagie Ousman Ceesay, Protokollchef im Büro des Präsidenten Jammeh sowie ab 2017 für Barrow              | Die Regierung setzte die vom Untersuchungsausschuss geforderte Entlassung nicht um, da die rechtliche Grundlage hierfür fehle.           | Beteiligung an illegalen Finanztransaktionen. |
| Fatou Njie, Beamtin                                                                                       | | Mitwirkung bei der Veruntreuung öffentlicher Gelder. |
| Toni Ghattas, libanesischer Unternehmer                                                                   | Rückzahlung erhaltener Geldbeträge, Liquidation von Ghattas Unternehmen.                                                                 | |
| Sirra Wally Ndow-Njie, Leiterin der National Water and Electricity Company (NAWEC), Ministerin            | Ausschluss vom öffentlichen Dienst auf Lebenszeit, Verbot der Leitung eines Staatsunternehmens für zehn Jahre.                           | Mitwirkung bei der Veruntreuung öffentlicher Gelder in Höhe von etwa 3,8 Millionen US-Dollar. |
| Amadou Colley, Gouverneur der gambischen Zentralbank                                                      | Ausschluss vom öffentlichen Dienst auf Lebenszeit, Verbot der Leitung eines Staatsunternehmens für zehn Jahre.                           | Begünstigung illegaler Finanztransaktionen. |
| Basiru Njai, stellvertretender Gouverneur der gambischen Zentralbank                                      | Ausschluss vom öffentlichen Dienst auf Lebenszeit, Verbot der Leitung eines Staatsunternehmens für zehn Jahre.                           | Begünstigung illegaler Finanztransaktionen. |
| Oumie Savage Samba, zweite stellvertretende Gouverneurin der gambischen Zentralbank                       | Ausschluss vom öffentlichen Dienst auf Lebenszeit, Verbot der Leitung eines Staatsunternehmens für zehn Jahre.                           | Begünstigung illegaler Finanztransaktionen. |
| Baboucarr Sanyang, ehemaliger Direktor des Telekommunikationsunternehmens Gamtel                          | | Mitwirken im Betrugsfall MGI, Bestechung. |
| Balla Jassey, Unternehmer (Mobicell Blue Ocean Wireless)                                                  | | Mitwirken im Betrugsfall MGI, Bestechung. |
| Njogou L. Bah, Minister für Bauwesen; später Minister für Erdöl                                           | Ausschluss vom öffentlichen Dienst auf Lebenszeit, Verbot der Leitung eines Staatsunternehmens für zehn Jahre.                           | Beteiligung an illegalen Finanztransaktionen. |
| Momodou Sabally, Etat-Direktor im Finanzministerium, Generalsekretär und Leiter des öffentlichen Dienstes | Lebenslanges Ämterverbot. | Diebstahl bzw. Beihilfe im Umfang von 14,6 Millionen Dalasi. Im Herbst 2019 ging er gerichtlich gegen den Abschlussbericht vor. |
| Noah Touray, Beamter                                                                                      | | Beteiligung an illegalen Finanztransaktionen. |
| Kebba S. Touray, Minister und Botschafter                                                                 | | |
| Fatou Mass Jobe-Njie, Hoteldirektorin und Stiftungsleiterin                                               | Die Regierung wies die empfohlene Entlassung zurück, da kein individuelles Fehlverhalten nachweisbar sei.                                | Der Ausschuss sah eine Mitverantwortung für Finanztransaktionen bei einem Staatsbesuch, bei einem Hotelbesuch und der Veruntreuung von Geldern der Stiftung der First Lady Zineb Jammeh. |
| Laly Diab (Feryale Diab Ghanem), Managerin des Unternehmens Emporium                                      | Ausschluss von öffentlichen Aufträgen für 5 Jahre, Schadensersatz von 2,3 Millionen US-Dollar.                                           | Betrug bei der Ausführung öffentlicher Aufträge. Diabs Versuch, gerichtlich gegen den Ausschuss vorzugehen, wurde abgewiesen. |
| Mohamadou Lamin Gibba, Beamter                                                                            | | |
| Momodou O. S. Badjie, Beamter                                                                             | Ausschluss vom öffentlichen Dienst für fünf Jahre, Verbot der Leitung eines Staatsunternehmens für fünf Jahre.                           | Beteiligung an illegalen Finanztransaktionen. |
| Edward Graham, Beamter                                                                                    | Ausschluss vom öffentlichen Dienst für 15 Jahre, Verbot der Leitung eines Staatsunternehmens für 15 Jahre.                               | Beteiligung an illegalen Finanztransaktionen. |
| Abdoulie B. Cham, Beamter                                                                                 | Entlassung. | Beteiligung an illegalen Finanztransaktionen. |
| Manlafy Jarju, Minister                                                                                   | | |
| Ismaila Kabba Sambou, Minister                                                                            | | Überschrieb Jammeh 28 Grundstücke aus Staatsbesitz. |
| Momodou Aki Bayo, Minister                                                                                | | Überschrieb Jammeh 51 Grundstücke aus Staatsbesitz. |
| Ebou Jallow, Militär                                                                                      | | Beteiligung beim Diebstahl öffentlicher Gelder. |
| Edward Singhatey, Militär und Politiker                                                                   | | Beteiligung beim Diebstahl öffentlicher Gelder. |
| Yankuba Touray, Militär und Politiker                                                                     | | Beteiligung beim Diebstahl öffentlicher Gelder. |